# Trachichthyidae

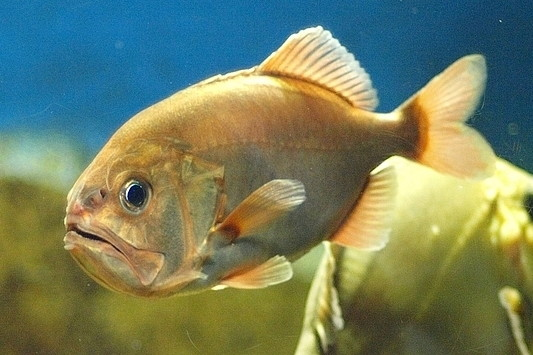
Gephyroberyx japonicus

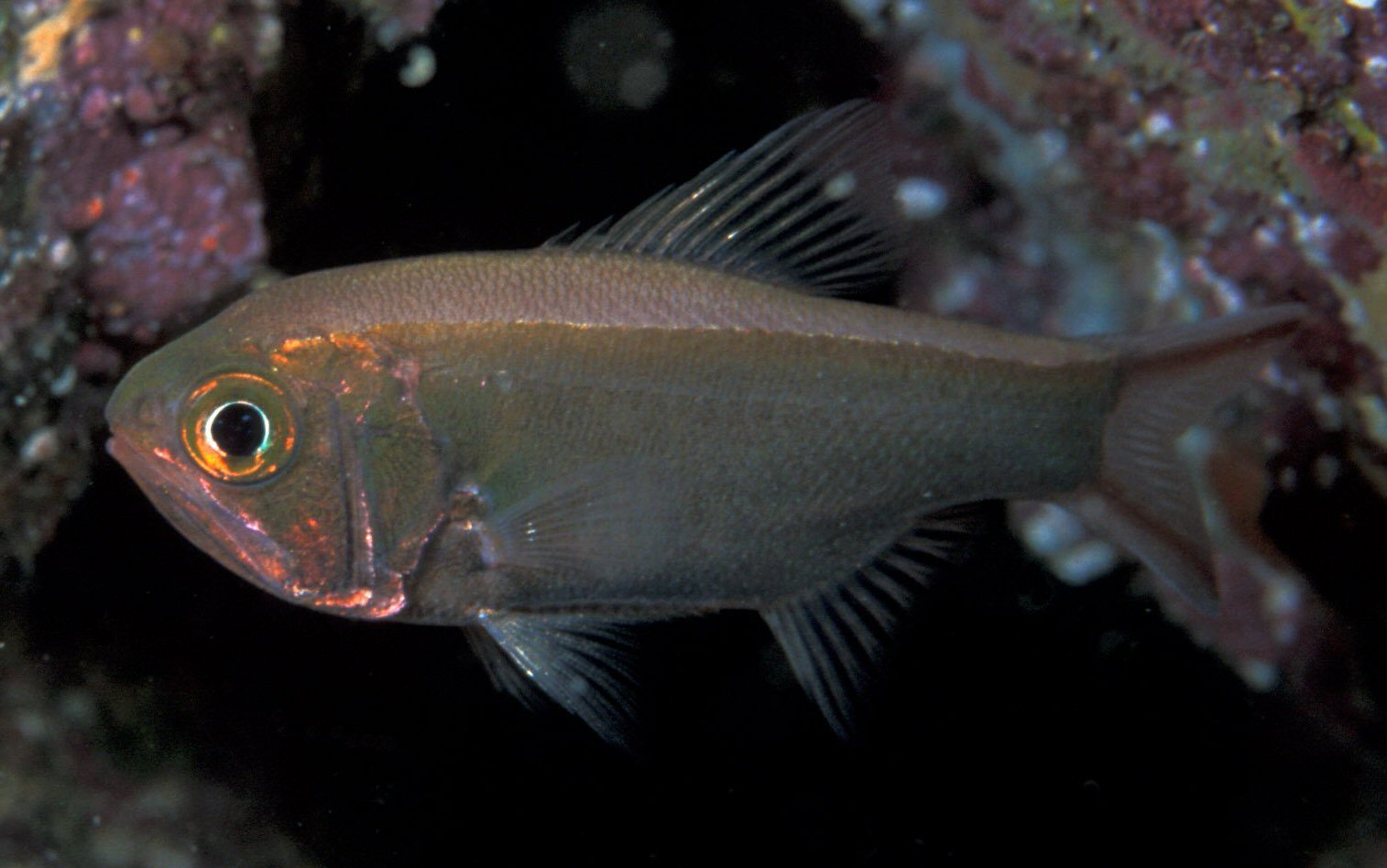
Optivus elongatus

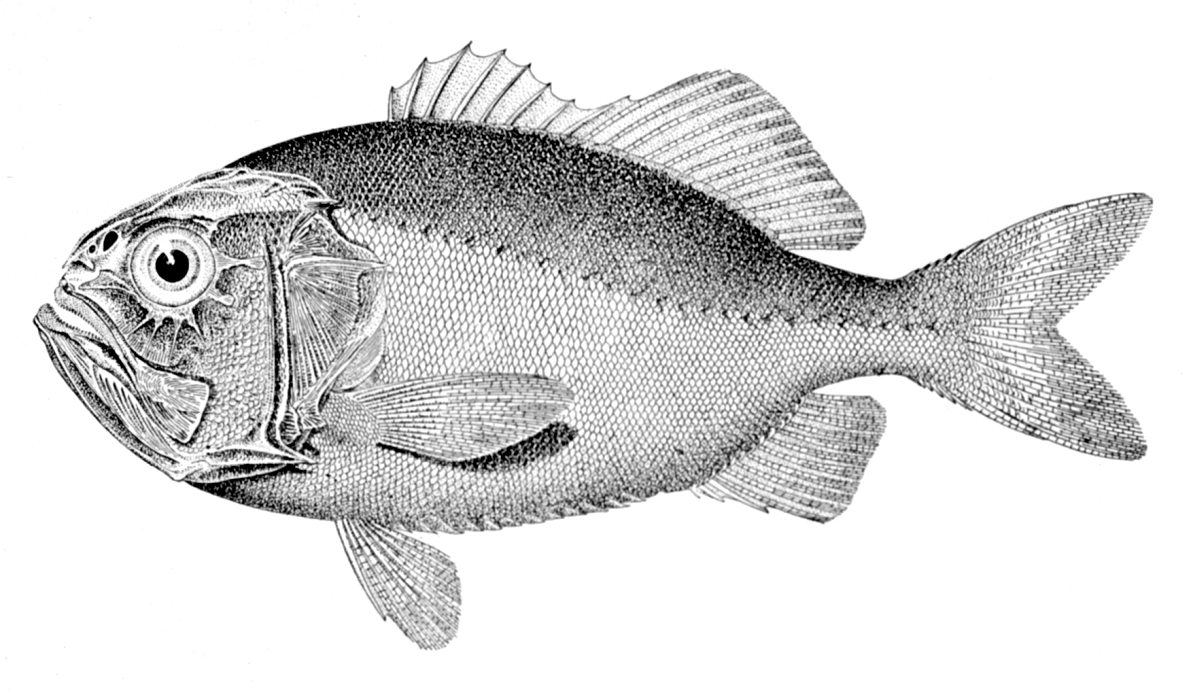
Gephyroberyx darwinii

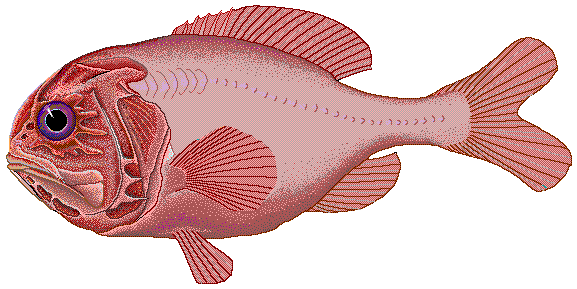
Hoplostethus atlanticus

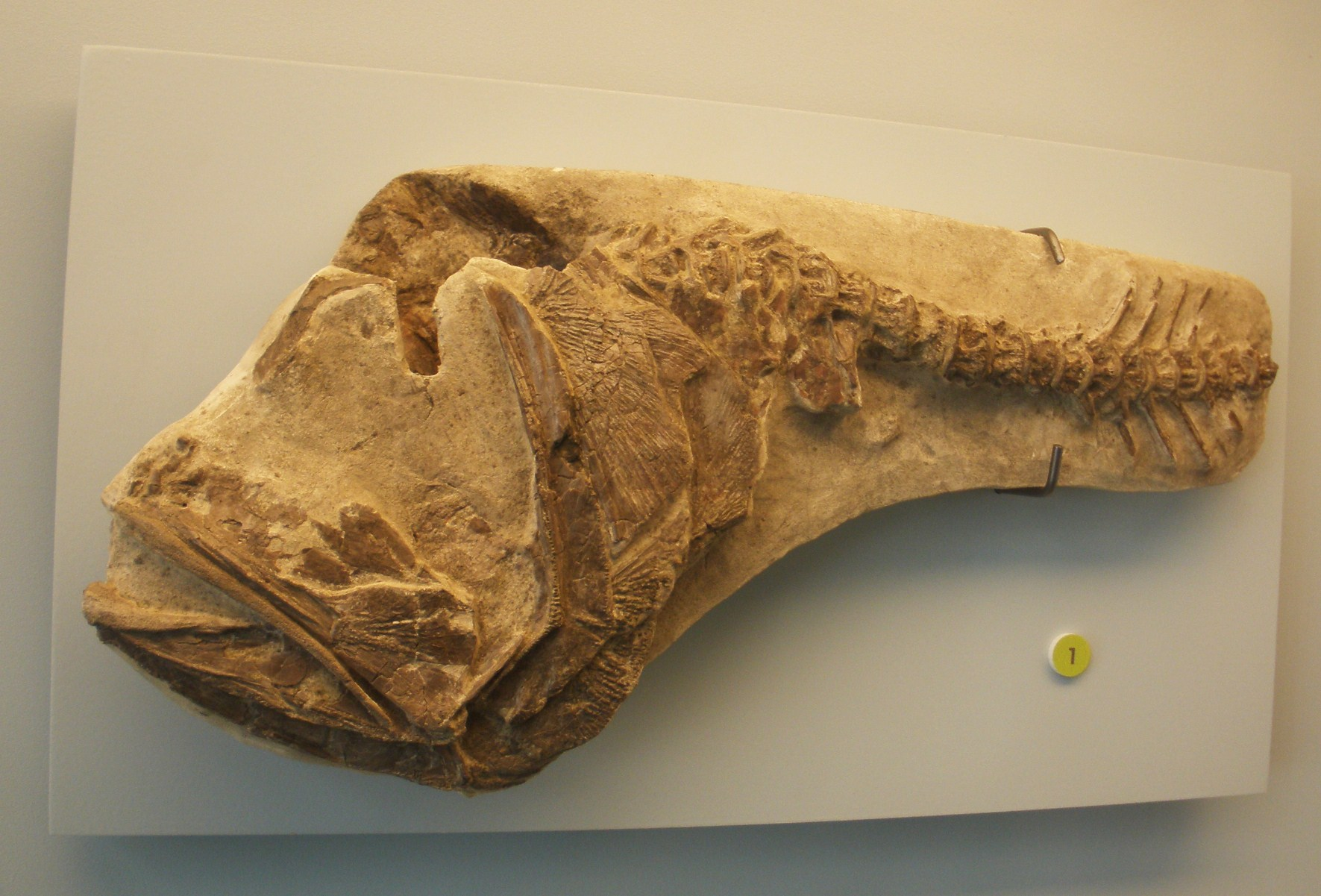
Hoplopteryx lewesiensis, un Trachichthyidae fossile del Cretaceo

I Trachichthyidae sono una famiglia di pesci ossei appartenenti all'ordine Trachichthyiformes.

## Distribuzione e habitat
Questi pesci sono distribuiti in tutti i mari e gli oceani.
Nel mar Mediterraneo sono presenti 2 specie:
- Hoplostethus mediterraneus
- Gephyroberyx darwinii molto raro e conosciuto solo per un esemplare catturato nel 1963 in Algeria[1].

Vivono essenzialmente in acque profonde, da 100 fino a 1500 metri.

## Descrizione
Sono pesci abbastanza inusuali per le cavità mucipare che portano sulla testa, alternate a creste ossee. In molte specie il corpo è alto e compresso lateralmente (ma esistono specie con corpo subcilindrico). La testa è molto grande (circa 1/3 del corpo in Hoplostethus mediterraneus). Gli occhi sono rotondi e molto grandi e la bocca è obliqua e molto ampia. Lungo il ventre, fra le pinne ventralie la pinna anale sono presenti placchette ossee. La pinna dorsale e l'anale hanno alcuni raggi spiniformi, un raggio spinoso è presente anche nelle pinne ventrali.
La taglia è spesso modesta, alcune specie però possono raggiungere i 50–70 cm di lunghezza.

## Biologia
Poco nota.

### Alimentazione
Carnivori.

## Pesca
Alcune specie hanno una certa importanza per la pesca professionale.

## Specie
- GenereAulotrachichthys
  - Aulotrachichthys argyrophanus
  - Aulotrachichthys atlanticus
  - Aulotrachichthys heptalepis
  - Aulotrachichthys latus
  - Aulotrachichthys novaezelandicus
  - Aulotrachichthys prosthemius
  - Aulotrachichthys pulsator
  - Aulotrachichthys sajademalensis
- GenereGephyroberyx
  - Gephyroberyx darwinii
  - Gephyroberyx japonicus
  - Gephyroberyx philippinus
- GenereHoplostethus
  - Hoplostethus abramovi
  - Hoplostethus atlanticus
  - Hoplostethus cadenati
  - Hoplostethus confinis
  - Hoplostethus crassispinus
  - Hoplostethus druzhinini
  - Hoplostethus fedorovi
  - Hoplostethus fragilis
  - Hoplostethus gigas
  - Hoplostethus intermedius
  - Hoplostethus japonicus
  - Hoplostethus latus
  - Hoplostethus marisrubri
  - Hoplostethus mediterraneus
    - Hoplostethus mediterraneus mediterraneus
    - Hoplostethus mediterraneus sonodae
    - Hoplostethus mediterraneus trunovi

  - Hoplostethus melanopterus
  - Hoplostethus melanopus
  - Hoplostethus mento
  - Hoplostethus metallicus
  - Hoplostethus mikhailini
  - Hoplostethus occidentalis
  - Hoplostethus pacificus
  - Hoplostethus ravurictus
  - Hoplostethus rifti
  - Hoplostethus robustispinus
  - Hoplostethus rubellopterus
  - Hoplostethus shubnikovi
  - Hoplostethus tenebricus
  - Hoplostethus vniro
- GenereOptivus
  - Optivus agastos
  - Optivus agrammus
  - Optivus elongatus
- GenereParatrachichthys
  - Paratrachichthys fernandezianus
  - Paratrachichthys trailli
- GenereParinoberyx
  - Parinoberyx horridus
- GenereSorosichthys
  - Sorosichthys ananassa
- GenereTrachichthys
  - Trachichthys australis